# Karaula (kanton sarajewski)
Karaula (serb. Караула) – wieś w Bośni i Hercegowinie, w Federacji Bośni i Hercegowiny, w kantonie sarajewskim, w gminie Ilijaš.

## Położenie
Wieś położona jest w środkowo-wschodniej części kraju, na wschodnich obrzeżach Federacji Bośni i Hercegowiny, na północy kantonu. Leży w odległości około 1 km na północ od autostrady A1, będącej częścią trasy europejskiej E73, około 2 km na wschód od stolicy gminy – Ilijaš i około 15 km na północny zachód od Sarajewa, nad rzeką Bośnią – najdłuższą z rzek płynących w całości na terenie państwa bośniackiego. Najbliższymi sąsiednimi miejscowościami są Han Karaula i Vlaškovo.
Według regionalizacji fizycznogeograficznej Europy, zgodnej z uniwersalną klasyfikacją dziesiętną, przedstawioną w 1971 roku, wieś położona jest na obszarze megaregionu Półwysep Bałkański, prowincji Góry Dynarskie.
Miejscowość leży w strefie czasowej UTC+01:00 czasu standardowego (zimowego), natomiast czas letni jest zgodny ze strefą czasową UTC+02:00.

## Klimat
Miejscowość położona jest w strefie klimatu umiarkowanego przejściowego między klimatem kontynentalnym a śródziemnomorskim. Charakterystycznymi cechami tego klimatu są bardzo mroźne zimy i upalne lata. Dodatkowo w okresie zimowym występują bardzo silne wiatry.

## Demografia
W 1991 roku wieś zamieszkiwało 299 osób, w tym 247 osób deklarujących przynależność do Muzułmanów z narodowości (Boszniaków), 40 Serbów i 9 Jugosłowian.